# Język łotewski
Język łotewski (łot. latviešu valoda) – język z grupy języków bałtyckich, którym posługuje się w sumie ok. 2 mln osób, głównie na Łotwie.

## Informacje ogólne
Język łotewski należy wraz z litewskim do grupy wschodniej języków bałtyckich, stanowiących podgrupę w rodzinie języków indoeuropejskich. Obydwa języki zachowały stosunkowo dużą liczbę archaicznych cech prajęzyka, zwłaszcza w zakresie morfologii imiennej, aczkolwiek zarówno fonologia, jak i morfologia czasownika wykazują w stosunku do prajęzyka pewne innowacje. W przeciwieństwie do języka litewskiego łotewski znajdował się pod silnym wpływem języków germańskich, ugrofińskich oraz słowiańskich, czego efektem są stosunkowo liczne innowacje gramatyczne i leksykalne nieobecne w litewskim. Dlatego też przydatność łotewskiego do badań porównawczych nad językami indoeuropejskimi i rekonstrukcji języka praindoeuropejskiego jest mniejsza niż konserwującego wiele archaicznych cech języka litewskiego. Pewne archaiczne cechy języka łotewskiego (głównie leksyka, lecz nie tylko) występują zwłaszcza w tradycyjnych pieśniach ludowych (tzw. dainach) oraz w poezji ludowej.
Słownictwo łotewskie wykazuje wiele zapożyczeń z niemieckiego, szwedzkiego i rosyjskiego. Współcześnie obserwowany jest rosnący wpływ angielskiego.
Od wczesnego średniowiecza aż do XIX wieku język łotewski był pod bardzo silnym wpływem języka niemieckiego z uwagi na setki lat niemieckiego panowania na terenie Łotwy oraz tego, że nawet w późniejszych czasach wyższą klasę społeczeństwa na Łotwie stanowili Niemcy. Najstarsza zachowana książka w języku łotewskim to Catechismus Catholicorum (Iscige pammacischen) z 1585 roku.
Po odzyskaniu niepodległości w 1991 r. władze Łotwy ustanowiły język łotewski jedynym językiem urzędowym w tym kraju i prowadzą kampanię na rzecz jego upowszechnienia wśród mniejszości narodowych (przede wszystkim Rosjan preferujących język rosyjski).
Pierwszy artykuł Deklaracji Praw Człowieka w języku łotewskim:
„Visi cilvēki piedzimst brīvi un vienlīdzīgi savā cieņā un tiesībās. Viņiem ir saprāts un sirdsapziņa, un viņiem citam pret citu jāizturas brālības garā.”

## Stara ortografia
Stara ortografia bazowała na ortografii języka niemieckiego i nie reprezentowała zbyt dobrze wymowy języka łotewskiego. Na początku teksty pisane były używane przez duchownych niemieckich w ich pracy z Łotyszami. Zasady pisowni były wówczas chaotyczne, np. występowało 12 wariantów zapisu głoski „Š”. W 1631 roku duchowny Georgs (Juris) Mancelis podjął starania mające na celu usystematyzowanie pisowni. Tak powstały pierwsze systematyczne zasady pisowni języka łotewskiego. Stara ortografia była używana do XX wieku, gdy powoli zastępowano ją ortografią nowoczesną.

## Porównanie odmian łotewskiej ortografii
Na przykładzie modlitwy „Ojcze nasz” w różnych stylach języka łotewskiego:
| Pierwsza ortografia (Cosmographia Universalis) | Stara ortografia                                      | Nowa ortografia                         | Styl używany w internecie                   |  |
| ---------------------------------------------- | ----------------------------------------------------- | --------------------------------------- | ------------------------------------------- |  |
| Muuſze Thews exkan tho Debbes                  | Muhſu Tehvs debbeſîs                                  | Mūsu tēvs debesīs                       | Muusu teevs debesiis                        |  |
| Sweetyttz thope totws waerdtcz                 | Swehtits lai top taws wahrds                          | Svētīts lai top tavs vārds              | Sveetiits lai top tavs vaards               |  |
| Enaka mums touwe walſtibe.                     | Lai nahk tawa walſtiba                                | Lai nāk tava valstība                   | Lai naak tava valstiiba                     |  |
| Tows praetcz noteſe                            | Taws prahts kai noteek                                | Tavs prāts lai notiek                   | Tavs praats lai notiek                      |  |
| ka exkan Debbes tha arridtczan wuerſſon ſemmes | kà debbeſîs tà arirdſan zemes wirsû                   | kā debesīs, tā arī virs zemes           | kaa debesiis taa arii virs zemes            |  |
| Muſze beniſke mayſe bobe mums ſdjoben.         | Muhsu deeniſchtu maizi dod mums ſchodeen              | Mūsu dienišķo maizi dod mums šodien     | Muusu dienishkjo maizi dod mums shodien     |  |
| Vnbe pammet mums muſſe parrabe                 | Un pametti mums muhſu parradus [później parahdus]     | Un piedod mums mūsu parādus             | Un piedod mums muusu paraadus               |  |
| ka mehs pammettam muſſims parabenekims         | kà arri mehs pamettam ſaweem parrahdneekeem           | kā arī mēs piedodam saviem parādniekiem | kaa arii mees piedodam saviem paraadniekiem |  |
| Vnbe nhe wedde mums exkan kaerbenaſchenne      | Un ne eeweddi muhs eekſch kahrdinaſchanas             | Un neieved mūs kārdināšanā              | Un neieved muus kaardinaashanaa             |  |
| Seth atpeſthmums no to loune                   | bet atpeſti muhs no ta launa [później łauna]          | bet atpestī mūs no ļauna                | bet atpestii muus no ljauna                 |  |
| Aefto thouwa gir ta walſtibe                   | Jo tew peederr ta walſtiba                            | Jo tev pieder valstība                  | Jo tev pieder valstiiba.                    |  |
| vnbe tas ſpeez vnb tas Goobtcz tur muſſige     | un tas ſpehks un tas gods muhſchigi [później muhzigi] | spēks un gods mūžīgi                    | speeks un gods muuzhiigi                    |  |
| Amen                                           | Amen                                                  | Āmen                                    | Aamen                                       |  |

## Dialekty

Podział dialektów łotewskich: kolor niebieski – dialekt liwoński; kolor zielony – dialekt środkowy; kolor żółty – dialekt łatgalski

Wyróżnia się trzy główne dialekty języka łotewskiego:

1. Dialekt liwoński (łot. lībiskais dialekts) – występuje na terenach przyległych do Zatoki Ryskiej.

2. Dialekt środkowy (vidus dialekts) – występuje w centrum kraju; na dialekcie tym oparty jest współczesny łotewski język literacki.

3. Dialekt łatgalski, zwany też górnołotewskim (augšzemnieku dialekts) – występuje we wschodnich częściach kraju bezpośrednio sąsiadujących ze słowiańskim obszarem językowym.
Wśród powyższych dialektów wyróżnić można także szereg gwar. Dialekt liwoński obejmuje gwary tamijskie (występujące na terenie Kurlandii) oraz gwary inflanckie (występujące w zachodniej Liwonii). W ramach dialektu środkowego wyróżnia się z kolei: gwary środkowe (na terenie Liwonii, nad rzeką Gaują), gwary zemgalskie (w basenie Lelupy, na terenie Semigalii) oraz gwary kurońskie (w południowej Kurlandii, w górnym biegu rzeki Windawy).

## Gramatyka
W języku łotewskim wyróżnia się dwa rodzaje: męski i żeński. Wykładnikami formalnymi rodzaju są końcówki.
| Rodzaj | Końcówka         | Przykłady                      |
| ------ | ---------------- | ------------------------------ |
| męski  | -s               | tēvs – ojciec, galds – stół    |
| męski  | -š (zdrobnienia) | tētiņš – tatuś, aliņš – piwko  |
| męski  | -is              | brālis – brat, skapis – szafa  |
| męski  | -us              | medus – miód, ledus – lód      |
| żeński | -a               | māsa – siostra, istaba – pokój |
| żeński | -e               | māte – matka, puķe – kwiatek   |
| żeński | -s               | nakts – noc, sirds – serce     |

Rzeczowniki odmieniane są, podobnie jak w języku polskim, przez siedem przypadków (choć niektórzy autorzy nie wyodrębniają narzędnika, który w liczbie pojedynczej jest zbieżny z biernikiem, a w liczbie mnogiej z celownikiem).
Z kilkoma wyjątkami akcent pada na pierwszą sylabę.

### Pisownia i alfabet
Język łotewski jest zapisywany przy pomocy alfabetu łacińskiego z użyciem haczków, makronów i przecinków pod literą. Występują w nim następujące litery:
| A a | Ā ā | B b | C c | Č č | D d | E e | Ē ē |
| F f | G g | Ģ ģ | H h | I i | Ī ī | J j | K k |
| Ķ ķ | L l | Ļ ļ | M m | N n | Ņ ņ | O o | P p |
| R r | S s | Š š | T t | U u | Ū ū | V v | Z z |
| Ž ž |     |     |     |     |     |     |     |

Ortografia w dużym zakresie ma charakter fonetyczny i odzwierciedla wymowę poszczególnych wyrazów.
Do 1938 r. wykorzystywano także litery Ō ō, Ŗ ŗ i Ch ch. Lecz w 1939 r. litera Ŗ ŗ i dwuznak Ch ch przywrócono, a w 1940 r. także Ō ō, jednak litery Ŗ ŗ i Ō ō ponownie usunięto w 1946 r., podczas gdy Ch ch – w 1957 r..

## Język łotewski w Polsce
W roku 2022 było w Polsce aktywnych siedmioro tłumaczy przysięgłych języka łotewskiego. Naukę języka łotewskiego w Polsce oferuje UAM, a także Uniwersytet Warszawski (jednakże tu językiem przewodnim jest litewski).